# باتريك موتومبو
باتريك موتومبو (بالفرنسية: Patrick Mutombo)‏ مواليد 7 مارس 1980 في كينشاسا، هو مدرب كرة سلة بلجيكي ولاعب سابق. بدأ مسيرته الاحترافية في سنة 2003. يدرب تورونتو رابتورز في الرابطة الوطنية لكرة السلة. يبلغ طوله 6 قدم 6 بوصة (2.0 م). اعتزل اللعب في 2010.

## المسيرة الاحترافية
لعب مع روزيتو شاركز في الدوري الإيطالي في موسم 2004–2005، ثم لعب مع إس إس فليتشي سكاندون في موسم 2005–2006، ثم لعب مع أماتوري أوديني في موسم 2006–2007، ثم لعب مع نادي فيرارا لكرة السلة في الدوري الإيطالي في سنة 2008.

## روابط خارجية
- باتريك موتومبو على موقع كرة السلة الأوروبية.كوم (الإنجليزية)
- باتريك موتومبو على موقع ريلجم (الإنجليزية)
- باتريك موتومبو على موقع بروبوليرز (الإنجليزية)
- باتريك موتومبو على موقع سبورتس رفرنس (الإنجليزية)
- باتريك موتومبو على موقع سبورتس رفرنس (الإنجليزية)
- باتريك موتومبو على موقع سبورتس رفرنس (الإنجليزية)